# Rivière Saint-Louis (Yamaska)
Pour les articles homonymes, voir Saint-Louis et Rivière Saint-Louis.
La rivière Saint-Louis est un tributaire de la rivière Yamaska, par le biais du Petit Chenail. Cette rivière coule vers le nord-est dans les municipalités de Saint-Aimé et de Yamaska dans la municipalité régionale de comté (MRC) Pierre-De Saurel, dans la région administrative de la Montérégie, sur la Rive-Sud du fleuve Saint-Laurent, dans la province de Québec, Canada.

## Géographie
Les principaux bassins versants voisins de la rivière Saint-Louis sont :
- côté nord : rivière Pot au Beurre, rivière Yamaska, lac Saint-Pierre ;
- côté est : rivière Yamaska, Le Petit Chenail ;
- côté sud : rivière Salvail ;
- côté ouest : rivière Lemoine, rivière Pot au Beurre, rivière Bellevue, Petite rivière Bellevue, rivière Richelieu.

La rivière Saint-Louis prend sa source dans le rang Prescott juste au nord de la "décharge du cordon", au sud-ouest du village de Saint-Louis-de-Bonsecours et au nord du village de Saint-Louis.
À partir de sa tête, la rivière Saint-Louis coule sur :
- 7,7 km vers le nord en zone agricole jusqu'à la route 239, soit à 4,1 km à l'ouest de l'intersection de la route 235 longeant la rivière Yamaska ;
- 12,4 km vers le nord en zone agricole jusqu'à la route 132 ;
- 1,9 km vers le nord en zone agricole jusqu'à son embouchure.

La rivière Saint-Louis se déverse sur la rive ouest du Petit Chenail, à 1,4 km en amont de la décharge du chenail qui se connecte à la rive ouest de la rivière Yamaska. L'embouchure de la rivière Saint-Louis est situé à l'est de Sorel-Tracy, à 3,0 km au nord du Pont Camille-Parenteau situé au village de Yamaska et à 11,7 km au nord du centre du village de Massueville.

## Toponymie
Jadis, ce cours d'eau était désigné rivière des Pins Verts.
Le toponyme rivière Saint-Louis a été officiellement inscrit le 5 décembre 1968 à la Commission de toponymie du Québec.